# Crkva sv. Marte u Napulju
Santa Marta je rimokatolička crkva koja se nalazi na Via Benedetto Croce (dio Spaccanapoli, u središnjem Napulju, Italija). Nalazi se paralelno sa samostanom Santa Chiara, a ispred Palazzo Filomarino della Rocca.

## Povijest
Crkvu je u 15. stoljeću osnovala Margareta Dračka, majka kralja Ladislava Napuljskog. Izvorni arhitekt bio je Andrea Ciccione. Izvorno pripadajući aristokratskoj bratovštini, prešao je na bratovštinu Ricamatori. Plemićka bratovština čuvala je kodeks koji služi kao suvremeni zapis heraldike plemstva toga doba. Tijekom Masaniellove revolucije 1647. crkva je opljačkana i spaljena. Uništena je slika Svetog Lazara Cesarea Turca, Bogorodica Bartolomea Guelfa iz Pistoie i portreti Margerite i Ladislava. Nakon revolucije, princ od Rocca Filomarino, čija je palača bila ispred, obnovio je crkvu. Daljnja obnova dogodila se 1715. Pročelje i zidovi zadržavaju neke elemente crkve iz 14. stoljeća. Glavna oltarna pala ima San Martu Andrea Vaccara i Nicole Vaccara; Djevica sa svecima Giuseppeom i Gennarom od Ferdinanda Sanfelicea ili Giovannija Bernarda Lame; Rođenje Djevice od Salvatorea Giustija i malu Djevicu s djetetom od Pacecca de Rosa. Crkva je tek sporadično otvorena i treba je obnoviti.40°50′51″N 14°15′10″E / 40.847631°N 14.252748°E

## Vanjske poveznice
|  | Zajednički poslužitelj ima još gradiva o temi Crkva sv. Marte u Napulju |